# Медицинска асоциация
Медицинските и здравни асоциации са професионални организации от професионалисти в областта на здравеопазването.
Често са организирани по специалност, обикновено са национални, с регионални филиали. Предлагат провеждане на конференции и продължаващо обучение. Често играят ролята на синдикати и правят изявления, свързани с публичната политика по медицински въпроси.
Много здравни асоциации публикуват периодични списания. В някои законодателства те имат самоуправляващ се мандат и отговарят за лицензирането на професионалистите в тяхната област.
|  | Тази страница частично или изцяло представлява превод на страницата Health association в Уикипедия на английски. Оригиналният текст, както и този превод, са защитени от Лиценза „Криейтив Комънс – Признание – Споделяне на споделеното“, а за съдържание, създадено преди юни 2009 година – от Лиценза за свободна документация на ГНУ. Прегледайте историята на редакциите на оригиналната страница, както и на преводната страница, за да видите списъка на съавторите. ВАЖНО: Този шаблон се отнася единствено до авторските права върху съдържанието на статията. Добавянето му не отменя изискването да се посочват конкретни източници на твърденията, които да бъдат благонадеждни. |